# Poussanges
Poussanges é uma comuna francesa na região administrativa da Nova Aquitânia, no departamento de Creuse. Estende-se por uma área de 23,35 km². Em 2010 a comuna tinha 157 habitantes (densidade: 6,7 hab./km²).